# Suite no 2 en si mineur BWV 1067
Pour un article plus général, voir Suites pour orchestre de Bach.
La Suite no 2 en si mineur, BWV 1067, (aussi appelée Ouverture no 2), du compositeur allemand Jean-Sébastien Bach (1685-1750) est une suite orchestrale baroque en 7 mouvements (une de ses 4 suites pour orchestre de composée vers 1739, pour flûte traversière, 2 violons, alto et basse continue, avec son célèbre mouvement final « Badinerie » pour flûtiste solo.

## Histoire
Jean-Sébastien Bach compose cette suite orchestrale à l'age de 54 ans, vers 1739,, alors qu'il occupe entre autres les postes de directeur musical (Thomaskantor) du chœur de l'église Saint-Thomas de Leipzig et de compositeur de la Chapelle royale de la cour de l'électorat de Saxe, au service des princes Frédéric-Auguste Ier puis Frédéric-Auguste II de Saxe.  
Basée sur un dialogue entre la flûte traversière et les instruments à corde et basse continue,,, elle est constituée d'une ouverture à la française et d'une succession de danses baroques (rondeau, sarabande, bourrées, polonaise, double, menuet, et badinerie) inspirées de la musique et des danses à la mode de l'époque à la cour du château de Versailles du roi Louis XIV. Elle est l'aboutissement probable de précédents travaux de compositions des années 1720,, jouée entre autres pour des cérémonies de cour (des banquets ou des danses) ou de simples concerts gratuits réguliers au café Zimmermann de Leipzig, sous le nom d'ouverture no 2 en si mineur BWV 1067.

## Mouvements
1. Ouverture
2. Rondeau
3. Sarabande
4. Bourrée I & II
5. Polonaise et Double (avec flûte solo)
6. Menuet
7. Badinerie (avec flûte solo)

## Orchestration
- 1 flûte traversière baroque
- 2 violons
- 1 alto
- 1 basse continue

## Au cinéma, musique de film
- 2011 : Intouchables, d'Olivier Nakache et Éric Toledano, avec Omar Sy et François Cluzet[11],[12]